# Ode aan het Varken
Ode aan het Varken is een rondreizend kunstwerk, dat vooral in Nederland en België aandacht vraagt voor de leefsituatie van varkens. Het laat een varken zien dat met drie poten in de lucht naar de vrijheid springt. In november 2018 werd het beeld door actrice Miryanna van Reeden onthuld in het Amsterdamse Westerpark. Het stalen beeld is mede gefinancierd door organisaties voor dierenbescherming en de rechten van het dier.

## Uitvoering
Beeldend kunstenaar Jantien Mook maakte het varken van 5×4×7 meter samen met Dirk-Jan Schrander. De sculptuur is grotendeels gemaakt van ronde cortenstalen plaatjes, die door Schrander aan gebogen draadstaal zijn gelast. Het weegt circa 2500 kilogram en kan in delen uit elkaar genomen worden.

## Financiering en gebruik
Mook zocht naar samenwerkingspartners om het beeld te kunnen bouwen en te laten reizen. Frederieke Schouten van Varkens in Nood was gecharmeerd van het project en in het kader van het Europees burgerinitiatief End the Cage Age (Stop de kooien) volgden Compassion in World Farming Nederland, World Animal Protection en de Partij voor de Dieren. Het initiatief is bedoeld om een einde te maken aan het gebruik van kooien in de veehouderij. De Partij voor de Dieren gebruikte het beeld in de aanloop naar de verkiezingen voor de Provinciale Staten in 2019 in Noord-Brabant.

## Rondreis

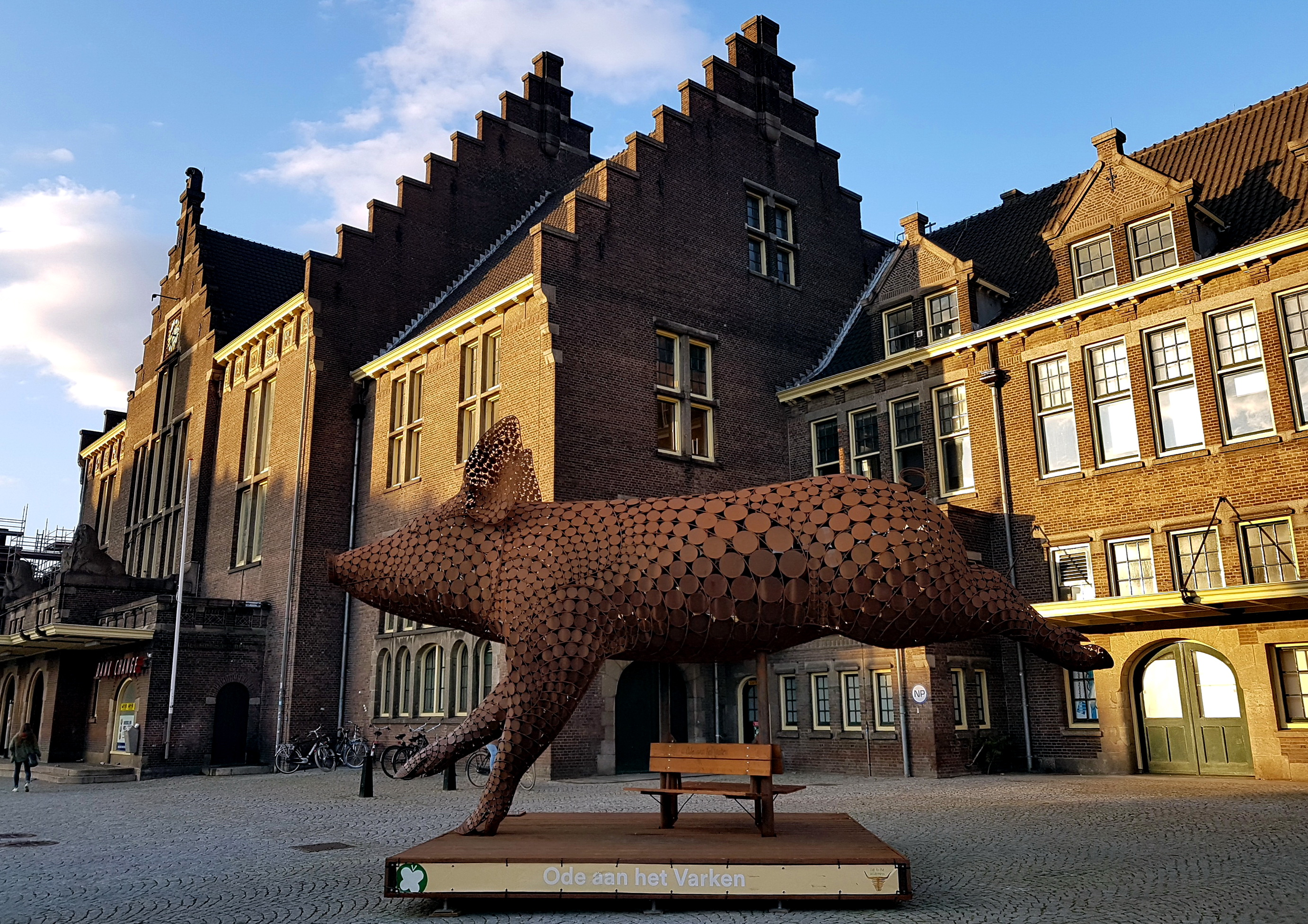
Ode aan het Varken op het Stationsplein in Maastricht, april 2019

Nadat het beeld op 9 november in het Westerpark onthuld werd, reisde het in november 2018 naar Plein 1944 in Nijmegen. Daarna werd het vlak bij De Hofvijver in Den Haag en op het Houtplein in Haarlem geplaatst. Tot half februari 2019 stond het op het Stationsplein in Eindhoven. In 2019 stond het beeld in februari en maart op de Neude in Utrecht, in april bij Station Maastricht, in mei op de Lammermarkt in Leiden, 's zomers op het Amsterdamse Museumplein, in augustus aan de Korftlaan in Delft, in september op de Antwerpse Groenplaats naast het beeld van Rubens, en in oktober op het Schumanplein in Brussel, op een steenworp van het Berlaymontgebouw van de Europese Commissie. Die is verplicht zich over het initiatief End the Cage Age uit te spreken, nu het anderhalf miljoen handtekeningen heeft opgehaald.
In de winter 2019–2020 reisde de sculptuur niet en was hij opgesteld bij de Nobele Hoeve in het Noord-Brabantse Strijbeek.
Het varken staat vanaf 16 februari 2021 en volgens plan tot 11 april op het Rodetorenplein in Zwolle.

## Ode aan de Wildernis
'Ode aan het Varken' is deel drie uit de serie Ode aan de Wildernis van Jantien Mook, waartoe ook behoren:
- Highlander: een standaard met een reeks hoorns van Schotse Hooglanders op de Rheder- en Worthrhederheide
- The weeping Elephant: een reizend beeld van een olifant, dat in Nederland, België en Duitsland te zien is geweest. Dit is met dezelfde techniek gemaakt als Ode aan het Varken, behalve de poten, die hier van boomstammen gemaakt zijn.